# Аймерик дьо Пегиян
Аймерик/Емерик дьо Пегиян (Aimeric de Pegulhan) или също Аймери дьо Пегиян (Aimery de Peguilhan, Peguillan или Pégulhan), италианизирано на Емерико ди Пегиян (Emerico di Peguilain), на български Аймерик де Пегилян (* ок. 1175, в Пегиян; † ок. 1225 или ок. 1228, Ломбардия), е френски трубадур.

## Биография
Син на търговец на платове, негов пръв покровител е Раймон V Тулузски. След това преминава на служба при сина му Раймон VI Тулузки. Бяга от региона, застрашен от Албигойския кръстоносния поход, като първо прекарва известно време в Испания и впоследствие 10 години в Ломбардия. Говори се, че докато все още живее в Тулуза, той е таен любовник на своя съседка и поради тази причина най-накрая решава да се върне.

## Творчество
Известен е с това, че пише поне петдесет произведения, от които шест са достигнали до нас заедно с музиката, която ги придружава:
- Atressi•m pren com fai al jogador
- Cel que s'irais ni guerrej' ab amor
- En Amor trop alques en que•m refraing
- En greu pantais m'a tengut longamen
- Per solatz d'autrui chan soven
- Qui la vi, en ditz

Повечето от неговите творби са сладко и иронично кансу, към което са добавени някои тенсони (написани със Сордело да Гойто и Алберте дьо Сестаро (на бълг. Албертет де Систерон)).